# Monique Falk
Monique Falk (geb. vor 1957), Pseudonym Heinz Hellmer, ist eine deutsche Schlagertexterin und die Frau des Programmgestalters für Tanz- und Schlagermusik in den 1960er Jahren beim Südwestfunk Baden-Baden, Herbert Falk. Sie zeichnet verantwortlich für zahlreiche deutsche Schlagertexte der 1950er und 1960er Jahre.

## Leben
Im Jahr 1963 erreichte der Song Wini-Wini von den Tahiti-Tamourés, bei dem Heinz Hellmer als Autor angegeben ist, Platz eins der deutschen Charts, Platz vier der niederländischen und Platz 19 der belgischen Hitparade. Besonders bekannt wurden die deutschen Umsetzungen der Beatles-Songs im Jahr 1964 I Want to Hold Your Hand mit dem Titel Komm gib mir deine Hand, notiert auf Platz eins der deutschen Charts und She Loves You mit dem Titel Sie liebt dich auf dem siebten Platz.

## Produktionen als Schlagertexter (Auswahl)
- 1957 Mieke Telkamp: Zu Haus in Amsterdam
- 1958 René Carol: Viola-Violette
- 1959 Fred Bertelmann: Ihr zartes Lächeln
- 1960 Geschwister Fahrnberger: Zwischen den Bergen
- 1961 Harry Glück: Blue Moon
- 1961 Die Blauen Jungs: Fahr’ und heim, Kapitän
- 1961 Helga-Reichl-Duo: Waldesruh
- 1961 Mary Roos: Er war ein Seemann
- 1962 Gerhard Wendland: Schläfst Du Schon?
- 1962 Benny Quick: Motorbiene
- 1962 Das Stimmungssextett und das Orchester Gerd Schmidt: Drei Tage war der Papa krank
- 1963 Benny Quick: Hallo Josephine
- 1963 Gitte und Rex: Wunderland der großen Liebe
- 1963 Lale Andersen: Die große Freiheit gibt’s in jedem Hafen
- 1964 Bernd Spier: Sag’ nicht Good Bye
- 1964 Geschwister Jacob: Träume der Liebe